# Solanum pyracanthos
Solanum pyracanthos, còn được gọi là cà nhím, là một loại cây bụi thường xanh thuộc chi Cà, có nguồn gốc từ vùng nhiệt đới Madagascar và các đảo thuộc tây Ấn Độ Dương.

## Mô tả
S. pyracanthos có chứa tropane, một ancaloit độc phổ biến trong các loài thuộc chi Cà, trên lá, thân và quả, có thể gây suy hô hấp dẫn đến tử vong ở con người và các loài vật. S. pyracanthos nổi bật nhất bởi sự dày đặc những cái gai màu cam khá lớn trên cây và lá của nó, tạo nên một vẻ ngoài không mấy ưa nhìn, dễ chịu. Gai của nó ban đầu chính là những sơi lông tơ mịn, xuất hiện khi cây còn non và dần phát triển thành những cái gai cứng, dài và sắc nhọn này.
Cây lâu năm, cao khoảng 1,5 mét, mặc dù được cảnh báo là có thể tăng trưởng cao hơn. S. pyracanthos không chịu được giá lạnh và sẽ chết hẳn nếu tiếp xúc với nhiệt độ dưới mức đóng băng trong hơn một tuần, mặc dù những loài khác chết vào mùa đông có thể mọc lại trong thời gian dài khi thời tiết trở nên ấm áp. Lá có các thùy đối xứng, dài tới khoảng 20 cm, chi chít gai. Cây nở hoa quanh năm với những cụm hoa nhỏ hình ngôi sao màu tím, nhị vàng. Quả chín vào cuối tháng 10, có màu vàng xanh.
S. pyracanthos ưa bóng râm, cần nước và ánh nắng mặt trời vừa phải, khí hậu ấm áp và đất có tính axit hoặc kiềm ít.